# エキバストス第一発電所
エキバストス第一発電所（ロシア語: Экибастузская ГРЭС-1、英語: Ekibastuz GRES-1 Power Station）は、カザフスタンのエキバストスに位置する発電所。2010年4月現在、アメリカ合衆国に本拠のあるエネルギー企業AES社 (AES Corporation) が運営しており、AESエキバストス発電所が正式名称である。
石炭を燃料とする火力発電所で、発電能力は公称4,000 MWe（400万kW）だが、現在は施設の老朽化などのため 2,500 MWe で運用されている。

## 施設
旧ソ連時代の1980年代初頭に建設された発電所である。名称にあるГРЭС（GRES）は、государственная районная электростанция （国営地方発電所）の意。500 MWe の発電能力のあるユニット8つを運用している。ユニットは、ユニット1（1980年3月）からユニット7（1983年10月）までが順次稼動を始めた（ユニット8については詳細不明）。世界でも有数の高さを持つ煙突（高さ330m）が2本ある。
エキバストスは石炭の露天掘りが行われる鉱業都市であり、その豊富な石炭資源を背景にした発電所である。1980年代後半にはエキバストス第二発電所も建設された。
1996年1月には、不適切な管理や施設の老朽化により、発電所の総出力が1,624 MWe から1,025 MWe に低下、さらに6月には 655 MWe まで落ち込んだ。備品のメンテナンスはなされず、制御に必要な器具や非常時に使用する装置が盗み出され、発電ユニットはしばしば故障によって停止するなど、発電所で働くこと自体が危険な状況にさえなった。
1996年からは、アメリカ合衆国に本拠のあるエネルギー企業AES (AES Corporation) が所有することとなった。1997年11月には8つの発電ユニットのうち3ユニットのみが稼動し、平均 800 MWe の電力生産が行われた。施設の老朽化に加え、顧客の1億5000万米ドルに及ぶ代金未払いが大きな悪影響を及ぼしており、1998年春には稼動しているユニットが1つのみとなり、1999年に電力生産は 215 MWe まで落ち込んだ。2000年には必要な修理が行われることによって生産量は 317 MWeまで増加、発電能力も1,050 から 1,200 MWeにまで回復した。しかし、代金の徴収について問題が残っており、電力生産は依然として低い水準のままである。
2008年2月、AES社はイギリスに本社を置く鉱業会社 Kazakhmys PLC社 (Kazakhmys PLC) に発電所を売却することに合意した。経営契約によって、AESは2010年12月まで発電所の運営を続けることになる
。
Kazakhmys PLC社は第一発電所について、その株の50％を2010年12月にカザフスタンの国営福祉基金 Samruk-Kazyna へ売却するとアナウンスしており、2010年2月にその取引が完了している。Kazakhmys PLC社とSamruk-Kazynaは合同の監査委員会を組織するとしており、当初の5年はKazakhmys PLC社側が発電所の運営にあたり、Samruk-Kazyna 側が監督の地位に就くとしている。今後、改修によって 現在の発電量2,500 MWe を公称どおりの4,000 MWe に引き上げるとしている。

## 註
1. 1 2  “AES Экибастуз: из истории (AES Ekibastuz: history)” (Russian) (2008年). 2008年8月1日閲覧。
2. ↑  “AES to sell interests in Kazakhstan power plant”. Power Engineering. (2008年2月5日) 2008年2月24日閲覧。
3. ↑  http://kazakhmys.com/uploads/ekibastuzsamrukcompletion_2_.pdf